# Crkva sv. Mihovila u Igranama
Crkva sv. Mihovila, rimokatolička crkva u Igranama, općina Podgora, zaštićeno kulturno dobro.

## Opis dobra
Crkva sv. Mihovila u Igranama sagrađena je u 11. – 12.st. Pravilno je orijentirana jednobrodna građevina. U unutrašnjosti je raščlanjena plitkim nišama. Na istoku je naglašena pravokutna apsida i plitka apsidalna niša. Vrh pročelja je zvonik na preslicu. Pokrov je od kamenih ploča, a pročelja su ožbukana. Središnji dio dvostrešnog krova je uzdignut, pa izvana izgleda kao trobrodna. Crkva je u više navrata sanirana, naročito nakon potresa 60-ih godina. Zbog mnogih popravaka u strukturi ziđa malo je izvornog romaničkog, najbolje je sačuvano zapadno pročelje. Tijekom 1998. – 1999. gode. crkva je u potpunosti sanirana.

## Zaštita
Pod oznakom Z-4890. zavedena je kao nepokretno kulturno dobro - pojedinačno, pravna statusa zaštićena kulturnog dobra, klasificirano kao "sakralna graditeljska baština".